# Galidesivir
Il Galidesivir (chiamato anche BCX4430 o Immucillin-A) è farmaco antivirale analogo dell'adenosina, studiato per il suo utilizzo contro il virus Ebolavirus e sviluppato dalla BioCryst Pharmaceuticals. Nei test su animali, galidesivir è risultato efficace nell'aumentare i tassi di sopravvivenza dalle infezioni causate da vari patogeni, tra cui Ebola, Marburg, la Febbre Gialla e i virus Zika. In vitro, ha mostrato un'ampia attività antivirale a spettro contro diversi virus a RNA a senso negativo e positivo, compresi i coronavirus, filovirus e arenavirus. Sono stati avviati i test clinici di fase 1 per determinare la sicurezza di questo farmaco sugli esseri umani.
Il Galidesivir è uno dei numerosi farmaci antivirali in fase di test per curare il Covid-19.

## Farmacologia

### Indicazione d'uso
Il farmaco è impiegato per trattare una vasta gamma di patogeni e possiede un'ampia attività antivirale a spettro contro i virus a RNA, compresi i flavivirus, togavirus, bunyavirus, arenavirus, paramyxovirus, coronavirus, filovirus, orthomyxovirus e picornavirus.

### Meccanismo d'azione
Agisce legandosi alla RNA polimerasi virale nel punto in cui normalmente si unirebbe il nucleotide naturale, provocando una modificazione strutturale dell'enzima virale a causa di interazioni elettrostatiche modificate. La disfunzione dell'attività della RNA polimerasi virale porta alla terminazione prematura della catena di RNA in fase di allungamento.